# Rosa Tschudi
Rosa Tschudi, geborene d’Agostini (* 21. April 1924 in Solothurn; † 17. Oktober 2015), war eine Schweizer Köchin.

## Leben
Rosa Tschudi führte von 1968 bis 1981 das Hotel «Krone» in Gottlieben, anschliessend den «Bären» in Nürensdorf und ein nach ihr benanntes Restaurant in Gockhausen. 1995 übernahm sie das Restaurant «Gian Grossi» in Zürich und führte es als letztes eigenes Restaurant 1997. Auch im Ruhestand war sie noch regelmässig als Störköchin in gehobenen Restaurants im Kanton Zürich beschäftigt.
Für ihre Arbeit wurde Tschudi sowohl im Restaurant «Tschudi» wie im «Gian Grossi» mit einem Michelin-Stern geehrt, was den ersten Michelin-Stern für Zürich bedeutete. Als Gastköchin stand sie stets auch in internationalen Küchen im Einsatz. Zu ihren Spezialitäten gehörte «bodenständige Kost auf höchstem Niveau» wie Fisch-Chnusperli im Bierteig oder Schwartenmagen, die ihr den Ruf der «Grande Dame der helvetischen Küche» einbrachte.
Tschudi lebte in Dübendorf, wo sie auch beerdigt wurde. Sie wurde 91 Jahre alt.

## Werke
- Erfolgsrezepte aus meiner Küche. AT Verlag, Aarau 1999, ISBN 978-3-85502-671-5.